# USS Illinois (BB-65)
USS Illinois (BB-65) var det femte slagskeppet av Iowa-klass som kontrakterats för USA:s flotta; hon var det fjärde fartyget som skulle namnges efter den 21:a amerikanska delstaten Illinois.
Fartygsnumret BB-65 skulle från början användas till det första slagskeppet i Montana-klassen men ändrades under andra världskriget vilket resulterade i att hon betecknades som ett fartyg av Iowa-klass istället, halvvägs genom kriget. Genom sin anslutning till Iowa-klassens design istället för Montana-klassens tilläts BB-65 en ökning med åtta knop i hastighet, hon bar fler 20 mm och 40 mm luftvärnskanoner,  och kunde färdas genom slussarna vid Panamakanalen. Dock fick BB-65 mindre tung bestyckning och mindre pansar som skulle tilläggas under hennes tid som USS Montana. 
Precis som sitt systerfartyg USS Kentucky (BB-66) var Illinois fortfarande under byggnad i slutet av andra världskriget. Produktionen lades ner i augusti 1945 men hennes skrov behölls till 1958 innan det skrotades.

## Skrotning

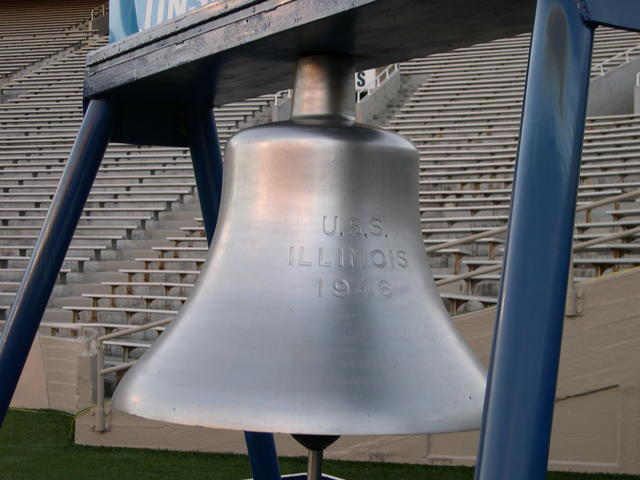
USS Illinois's skeppsklocka.

Tillverkningen av Illinois's köl påbörjades vid Philadelphia Naval Shipyard, Philadelphia, Pennsylvania den 15 januari 1945, men lades ner efter atombombningarna av Hiroshima och Nagasaki. Hon ströks från Naval Vessel Register den 12 augusti 1945. Hennes ofullständiga skrov (vid tidpunkten var 22% färdigt) behölls med systerfartyget USS Kentucky (BB-66) tills 1958 då båda fartygen skrotades. Illinois skrotades i sin torrdocka med start i september 1958.
Skeppsklockan finns nu bevarad på Memorial Stadium vid University of Illinois at Urbana-Champaign; där står det USS Illinois 1946. Medan University of Illinois är osäkra på om klockan donerades till universitetet eller specifikt till Naval Reserve Officer Training Corps (NROTC) vid universitetet.
En Associated Press-artikel som publicerades 1983 indikerade dock det senare alternativet. Enligt AP fanns klockan tidigare på ett museum i Washington tills den fick ett nytt hem hos det amerikanska fotbollslaget Fighting Illini år 1982.; Sedan dess har klockan ringts av NROTC-medlemmar när laget har gjort en touchdown eller ett mål.